# Neptis akanumana
Neptis akanumana är en fjärilsart som beskrevs av Hiroshi Kanda 1930. Neptis akanumana ingår i släktet Neptis och familjen praktfjärilar. Inga underarter finns listade i Catalogue of Life.